# George Fitzsimons
George Kinzie Fitzsimons    , né le 4 septembre 1928 à Kansas City, Missouri, États-Unis et mort le 28 juillet 2013 à Ogden, Kansas, États-Unis, est un prélat catholique américain.

## Biographie
George Fitzsimons  est ordonné prêtre  en 1962. En 1975, il est  nommé   évêque auxiliaire du diocèse de Kansas City-Saint Joseph et évêque titulaire de Pertusa (it). En  1984, il est nommé évêque de Salina. Mgr Fitzsimons prend sa retraite en 2004. Il est co-consécrateur de son successeur, Mgr Paul Coakley.

## Sources
- Profil sur Catholic hierarchy